# Paolo Chiarini
Paolo Chiarini (Roma, 22 luglio 1931 – Roma, 20 agosto 2012) è stato un germanista e traduttore italiano.

## Biografia
Figlio del celebre storico e critico  del cinema Luigi Chiarini, fu studioso di ispirazione marxista e profondo conoscitore delle avanguardie del Novecento: insegnò Letteratura tedesca all'Università di Roma e diresse per quaranta anni l'Istituto italiano di studi germanici. Tradusse e curò opere di autori quali Goethe, Brecht, Lessing, Schnitzler, Nietzsche. Critico militante, collaborò a riviste quali Società, Il Contemporaneo, Rinascita, Belfagor.

## Opere principali
- Il teatro tedesco espressionista, Bologna, Cappelli, 1959
- Bertolt Brecht, Bari, Laterza, 1959
- L'avanguardia e la poetica del realismo, Bari, Laterza, 1961
- Bertolt Brecht: saggio sul teatro, Bari, Laterza, 1967
- L'Espressionismo: storia e struttura, Firenze, La Nuova Italia, 1969
- Brecht, Lukacs e il realismo, Bari, Laterza, 1970
- L'espressionismo tedesco, Roma-Bari, Laterza, 1985
- Alle origini dell'intellettuale moderno: saggio su Heine, Roma, Editori riuniti, 1987
- Berlino dell'espressionismo, Roma, Editori Riuniti, 1997
- L'espressionismo tedesco, Silvy edizioni, ottobre 2011